# 300634 Chuwenshin
300634 Chuwenshin este o planetă minoră (asteroid) din centura de asteroizi. A fost descoperită pe 19 octombrie 2007 la Lulin Observatory⁠(d) de . 
Obiectul prezintă o orbită caracterizată de o semiaxă mare de 2,5975869475025 UAi, o excentricitate de 0,13360839708261, o înclinație de 7,6724703872267 ° în raport cu ecliptica.